# Rednex
 (octobre 2017).
Si vous disposez d'ouvrages ou d'articles de référence ou si vous connaissez des sites web de qualité traitant du thème abordé ici, merci de compléter l'article en donnant les références utiles à sa vérifiabilité et en les liant à la section « Notes et références ».
Rednex est un groupe de musique suédois, qui a atteint une renommée internationale grâce au titre Cotton-Eyed Joe en 1995.

## Origine du groupe (1994-1997)
Le nom est une déformation phonétique du mot rednecks, qui signifie littéralement « nuque rouge » . Un redneck est un habitant du sud des États-Unis, vivant en milieu rural, le cou rougi par le soleil. Traduit en français, cela donne « plouc » ou « bouseux » (péjoratif).
Rednex a été créé par les producteurs suédois Janne Ericsson, Örjan Öberg, et Pat Reiniz, qui ont décidé d'essayer de mélanger la musique country à la musique techno. Ils ont choisi la chanson traditionnelle folk Cotton Eye Joe, et l'ont transformée en morceau dance. Ils ont enregistré la chanson avec des musiciens en studio, puis ont formé un groupe fictif d'acteurs pour représenter le groupe, et ont publié le titre en 1994. Le succès, à l'échelle mondiale, sera au rendez-vous.
Un album intitulé Sex & Violins (en) (« Sexe et violons ») a suivi le single. Rednex continua à produire des hits en Europe (la suite, Old Pop in an Oak ou encore The Way I Mate, sont sur le même thème), mais Cotton-Eyed Joe reste leur seul succès aux États-Unis à ce jour.

## Années 2000
Le groupe a fait un léger retour sur le devant de la scène lorsque la chanson Mama Take Me Home s'est placée en demi-finale du concours suédois Melodifestivalen le 11 mars 2006 à Göteborg. Il s'est qualifié pour la finale lors du repêchage, pour finir sixième de la finale.

## Discographie

### Albums
- Inbred With Rednex (en), 1995 (Extended play)
- Sex & Violins (en), 1995
- Farm Out (en), 2000
- The Cotton Eye Joe Show (en), 2009

### Singles
- Cotton Eye Joe, 1994
- Old Pop in an Oak (en), 1995
- Wish You Were Here (chanson de Rednex), 1995
- Wild 'N Free (en), 1995
- Rolling Home, 1995
- Riding Alone, 1997
- Rolling Home, 2000
- The Way I Mate (en), 2000
- Hold Me for a While (en), 2000
- Mama, Take Me Home (en), 2000
- Fe Fi (The Old Man Died) (en), 2000
- The Chase (en), 2001
- Cotton Eye Joe (Remix), 2003
- Wild & Free, 2006
- Anyway You Want Me (en), 2007
- Looking for a Star (en), 2007
- Is he Alive, 2007
- Football Is Our Religion (en), 2008
- Desert Town, 2009
- Oh Suzanna, 2010
- Devils On The Loose, 2010
- Another Round, 2024

### Compilations
- The Best of the West (en), 2002
- Cotton Eye Joe, 2003

### Non publié
- Saturday Night Beaver, 2012

## Vidéographie

### Clips
- 2000 : Hold Me For A While, tiré de Hold Me For A While, dirigé par Patric Ullaeus
- 2000 : The Spirit of the Hawk, tiré de Hold Me For A While, dirigé par Patric Ullaeus
- 2001 : The Chase, tiré de The Chase, dirigé par Patric Ullaeus
- 2002 : Cotton Eye Joe 2002, tiré de Cotton Eye Joe 2002, dirigé par Patric Ullaeus